# Poliúria
En medicina, la poliúria és una condició caracteritzada per la micció de grans volums d'orina (més de 2,5 - 3 litres en adults, cada 24 hores).
La poliúria apareix sovint en relació amb l'augment de la set (polidípsia), encara que és possible tenir un sense l'altre, i aquest últim pot ser una causa o un efecte. La polidípsia psicògena dona lloc a la poliúria.
La poliúria és fisiològicament normal en algunes circumstàncies, com la diüresi pel fred, la diüresi d'altitud, i després de beure grans quantitats de líquids.

## Causes de poliúria
Aquesta llista és incompleta (però hi ha els més representatius).
- Augment de la ingesta de líquids, especialment aigua
- Medicaments diürètics
- Aliments diürètics (aliments i begudes que contenen cafeïna, com la xocolata, cafè, te i refrescos, aliments picants, sucs amb alt contingut en àcid, begudes alcohòliques, etc.)
- Diabetis mellitus
- Diabetis insípida
- Polidípsia psicògena